# Jaime David Fernández Mirabal
Jaime David Fernández Mirabal, (15 de octubre de 1956) es un psiquiatra, agrónomo y político dominicano. Vicepresidente Constitucional de la República Dominicana en el período 1996-2000, fue Senador por dos ocasiones por la Provincia de Salcedo, Ministro de Medio Ambiente y Recursos Naturales de la República Dominicana, Ministro de Deportes, Educación Física y Recreación. También se desempeñó como miembro de la Junta Monetaria del Banco Central de la República Dominicana, en el período presidencial 2016-2020.

## Biografía
Jaime David Fernández Mirabal, nació el 15 de octubre de 1956 en Ojo de Agua, en el municipio de Salcedo, de la provincia Hermanas Mirabal. Es hijo de Bélgica Adela "Dedé" Mirabal Reyes (1925-2014) y Jaime Fernández Camilo, además es sobrino de las heroínas, Patria, Minerva y María Teresa Mirabal, asesinadas durante la dictadura de Trujillo el 25 de noviembre de 1960, fecha declarada como Día Internacional de la no violencia contra la mujer, esta fecha es reconocida por muchos países, en especial los países de América.
Es hermano de Jaime Enrique Fernández Mirabal fallecido en 2013. Su madre, doña Dedé, tuvo que hacerse cargo de la crianza de los hijos de sus hermanas, que en total son 6, por lo que también, aparte de ser primos, son también hermanos de crianza de Jaime David; estos son: Nelson González Mirabal, Noris González Mirabal y Raúl González Mirabal (hijos de Patria), Minou Tavárez Mirabal y Manolo Tavárez Mirabal (hijos de Minerva), Jacqueline Guzmán Mirabal (hija de María Teresa).
Jaime David contrajo nupcias en 1988 con Lissy Campos de Fernández, con quien ha procreado tres hijos, los cuales llevan por nombre Adriana Fernández Campos, Antón David Fernández Campos y Carmen Adela Fernández Campos. 

## Estudios y carrera política
Jaime David, realizó sus estudios primarios y secundarios en Salcedo, y más tarde, en el Instituto Superior de Agricultura (ISA), estudia Agronomía, y tiempo después de haberse graduado de dicha carrera, se traslada hasta la ciudad de Santo Domingo, donde decide estudiar la carrera de Medicina en el Instituto Tecnológico de Santo Domingo (INTEC). Jaime David se va hasta España en donde se especializa en Salud Mental, en la Universidad Complutense de Madrid.
También fue presidente de la Unión Deportiva de la Provincia Salcedo y directivo de federaciones deportivas nacionales.
Dentro de su carrera de médico, ha trabajado en Cambita Garabito, en San Cristóbal; en Rancho Español y Las Galeras, en Samaná; en la Clínica Rural de Montellano y en el Hospital de Salcedo, ambos ubicado en Salcedo.
Jaime David era uno de los hombres que admiraba y seguía la ideología y doctrina del Prof. Juan Bosch, por lo que convencido de que para poder realizar algunas actividades de bienestar social, tenía que incursionar en la política, entonces es cuando decide formar parte de las filas del nuevo partido Partido de la Liberación Dominicana (PLD) fundado en 1973.
Desde sus inicios en el partido, se dedicó a la integración del mismo y a la busca de nuevos simpatizantes por el PLD.
En 1990, fue postulado por sus compañeros, militantes y simpatizantes del partido, a la candidatura de Senador por la Provincia Salcedo, la cual logró con éxito y se convirtió en el primer senador del PLD de dicha provincia.
Luego de haber obtenido el cargo, desde la Cámara del Senado, inició un amplio trabajo de concentración con las diferentes fuerzas políticas durante el gobierno del Dr. Joaquín Balaguer. Creó un Programa de Desarrollo Provincial, el cual ha alcanzado grandes éxitos, reconocidos por los diferentes organismos nacionales e internacionales, especialmente en las áreas de salud, educación, agua potable, créditos a las mujeres para generar empleo, y otras.
Cabe destacar que en la ardua labor de Jaime David como senador, fue el fundador de la Oficina de Planificación Provincial, también de la Oficina Provincial de la Mujer, la cual tiempo más tarde, pasó a convertirse en la Secretaría de Estado de la Mujer, también fundó la Oficina Provincial de Información y Estadísticas (OPIE) y el Centro Jurídico para la Mujer, el cual implementa un programa de defensa de los derechos de las mujeres y contra la violencia intrafamiliar, con el objetivo principal de seguir cumpliendo el legado de sus tías las Hermanas Mirabal.
En 1994, Jaime David es reelecto Senador de la República por la misma provincia.
En 1996, el Prof. Juan Bosch no aspiró a la presidencia de la República y en su lugar fue candidato Leonel Fernández Reyna, el cual le hizo la propuesta a Jaime David de que fuera su compañero de boleta y de inmediato fue postulado por el partido para Vicepresidente de la República en donde estuvo trabajando para ayudar al Presidente a cumplir con el programa de gobierno del PLD.
Fue designado por el Dr. Leonel Fernández,en su tercer Mandato Presidencial, como Ministro de Estado de Medio Ambiente y Recursos Naturales. El 16 de agosto de 2012, Danilo Medina, presidente de la República Dominicana, le designa como Ministro de Deportes, Educación Física y Recreación.